# جاده فلامینیا

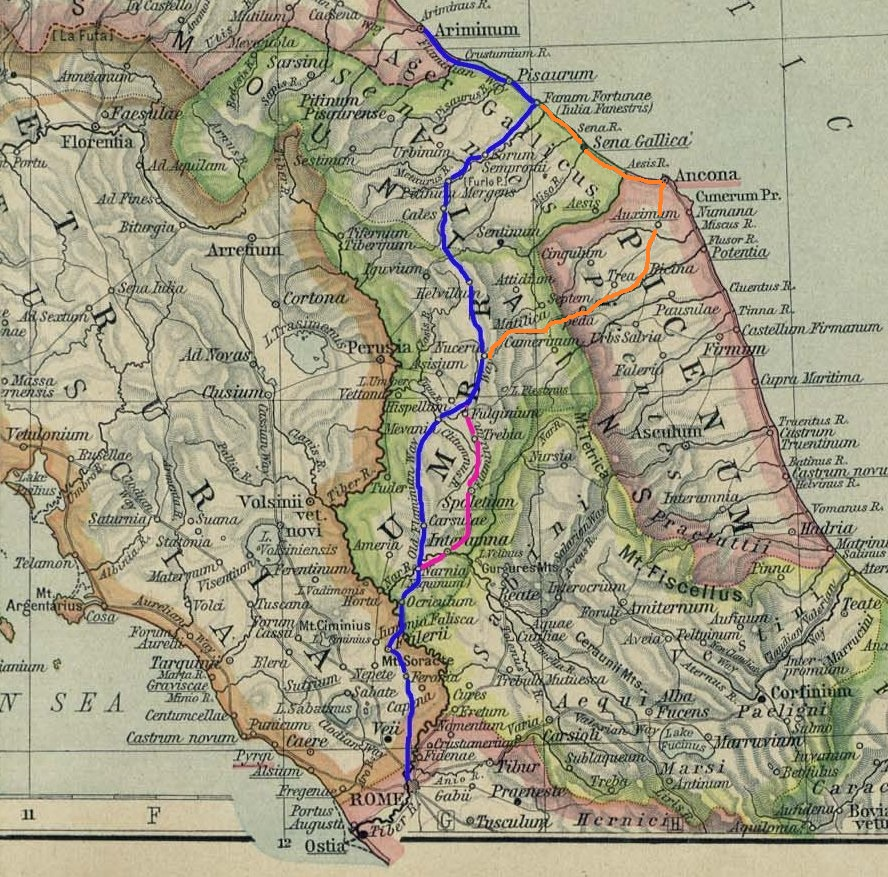
مسیر جادهٔ فلامینیا؛ مسیر بنفش نشانگر جادهٔ فلامینیای نووا است. مسیر نارنجی مسیر جایگزینی را نشان می‌دهد که از بخش مرکزی مارکه عبور می‌کند و به دریای آدریاتیک در آنکونا می‌رسد.

جاده فلامینیا (انگلیسی: Via Flaminia) یکی از جاده‌های رومی باستانی بود که از رم می‌گذشت و از میان کوهستان آپنینی به آریمینوم (ریمینی) در ساحل دریای آدریاتیک می‌رسید. به‌سبب ناهمواری این کوهستان، این جاده از اصلی‌ترین راه‌هایی بود که رومیان برای سفر میان اتروریا، لاتیوم، کامپانیا و دره پو در اختیار داشتند. بخشی از این مسیر که از شمال رم می‌گذرد، همان‌جایی است که کنستانتین بزرگ، به‌گفتهٔ برخی منابع، رؤیای معروف کای-رو را در آن دیده بود، که به گرویدن او به مسیحیت و سپس مسیحی‌سازی امپراتوری روم انجامید.
امروزه همین مسیر، که همچنان در بیشتر طول خود با همین نام شناخته می‌شود، توسط «استرادا استاتاله» (SS 3) یا در مناطق لاتزیو و اومبریا به‌نام «استرادا ریجناله» (SR 3) و در مارکه به‌نام «استرادا پروینچیاله» (SP 3) شناخته می‌شود. این مسیر از رم آغاز می‌شود، در درهٔ تیبر (Val Tevere) بالا می‌رود، و سپس در کاستلو دله فورمیکه وارد کوهستان می‌شود، به گوالدو تادینو می‌رسد و از گردنهٔ شجیا با ارتفاع ۵۷۵ متر (۱٬۸۸۶ فوت) می‌گذرد و به کایلی می‌رسد. از آنجا در شیب شرقی به‌سوی دره‌های میان شاخه‌های توسکانی-امیلیایی و آمبریایی کوهستان آپنینی فرود می‌آید تا به فانو در ساحل برسد و سپس در موازات بزرگراه A14 به‌سمت ریمینی پیش می‌رود.
این مسیر که روزگاری برای شهروندان رومی و دیگر مسافران بسیار مناسب بود، امروزه با ترافیک سنگینی میان شمال ایتالیا و پایتخت، رم، روبه‌رو است. هنوز هم جاده‌ای روستایی است، در حالی‌که ترافیک مدرن از مسیر خط آهن و بزرگراه‌هایی که با ده‌ها تونل از میان فلورانس تا بولونیا می‌گذرند، عبور می‌کند؛ مسیری کوتاه‌تر و مستقیم‌تر که از زیر خط‌الرأس‌ها و گردنه‌های تقریباً غیرقابل‌دسترس می‌گذرد.

## تاریخ
این جاده در زمان گایوس فلامینیوس در دوران کنسوری او، حدود ۲۲۰ پیش از میلاد ساخته شد. منابع به انجام تعمیرات پی‌درپی در دورهٔ امپراتوری اشاره دارند. آگوستوس بازسازی کلی جاده‌های ایتالیای رومی را آغاز کرد و نظارت بر بخش‌های مختلف را به سنای روم سپرد. او جادهٔ فلامینیا را برای خود نگه داشت و همهٔ پل‌های آن را بازسازی کرد به‌جز پونته میلویو که بر روی تیبر قرار دارد، ۳ کیلومتر (۲ مایل) در شمال رم (ساخته‌شده توسط مارکوس ایمیلیوس اسکاوروس در ۱۰۹ پیش از میلاد)، و پلی ناشناخته به‌نام پونس مینوسیوس. طاق نصرت‌هایی در بزرگداشت او بر روی پل پیشین و در آریمینوم ساخته شد که دومی هنوز باقی است. وسپاسیان تونل جدیدی در گذرگاه اینترکیزا (فورلو) در سال ۷۷ میلادی ساخت، و تراژان، طبق کتیبه‌ها، چند پل در امتداد مسیر را تعمیر کرد.
در دورهٔ گسترش روم در سده‌های سوم و دوم پیش از میلاد، جادهٔ فلامینیا همراه با مسیر دریایی به یکی از محورهای اصلی انتقال غلات از دره پو به رم و مرکز ایتالیا بدل شد. نبردهای مهمی در این مسیر یا نزدیک آن روی دادند، برای نمونه در سنتینوم (نزدیک ساسوفراتو امروزی) و نزدیکی تادینوم (یعنی گوالدو تادینو امروزی). نبرد پل میلویو که توسط کنستانتین بزرگ انجام شد، نیز در این مسیر بود؛ پس از رؤیای معروف کای-رو که در نزدیکی آن دید، و سبب گرویدن او و امپراتوری روم به مسیحیت شد.
در اواخر دوران باستان، جادهٔ فلامینیا همچنان شاهراه اصلی رم به‌سوی آدریاتیک و شمال ایتالیا در آن سوی آپنینی‌ها باقی ماند. Itinerarium Burdigalense و پریسیلیانیست‌ها که از مناصب مذهبی خود برکنار شده بودند، با وجود طول مسیر، همین راه را برای سفر به رم برگزیدند.
پس از سقوط امپراتوری روم غربی، این مسیر همچنان مورد استفاده بود و زمانی‌که شاه تئوداهاد از پادشاهی استروگوت‌ها در حدود سال ۵۳۵ از راونا به‌سوی رم حرکت کرد، کاسیودوروس در نامه‌ای از کارهایی برای تعمیر مسیر یاد کرده است. پس از حملهٔ امپراتور ژوستینیان به ایتالیا، رقابت میان گوت‌ها و رومی‌ها بر سر نقاط استراتژیک جاده سبب شد رفت‌وآمد به مسیری کمی شمالی‌تر از طریق پروجا، یعنی مسیر باستانی جادهٔ آمرینا، منتقل شود. با فتح لمباردها، جادهٔ فلامینیا سرانجام شکسته شد. در اواخر سدهٔ ششم، این جاده با تشکیل دوک‌نشین لمباردی اسپولتو از هم گسیخت، و مرزها در اطراف شهر مورد مناقشهٔ نرنی قرار گرفتند. به‌جای آن، «دالان بیزانسی» پدید آمد؛ مسیری جدید که رم و راونا را به هم پیوند می‌داد و هرچند از هر دو شهر از مسیر جادهٔ فلامینیا آغاز می‌شد، اما به‌دلیل شرایط سیاسی مجبور بود از پروجا بگذرد، نه از اسپولتو.
در قرون وسطی، این مسیر به‌نام «جادهٔ راونا» شناخته می‌شد، زیرا به شهر مهم‌تر آن زمان یعنی راونا منتهی می‌گردید. پس از پایان اگزارشی راونا، این جاده در دوران لمباردها متروک شد، اما در دوران رنسانس به‌صورت جزئی بازسازی گردید و تا دوران ناپلئون بناپارت و جنگ جهانی دوم اهمیت نظامی خود را حفظ کرد. این مسیر امروزه به‌عنوان SS 3 (Strada Statale 3) یکی از بزرگراه‌های اصلی میان رم و ساحل آدریاتیک به‌شمار می‌رود.

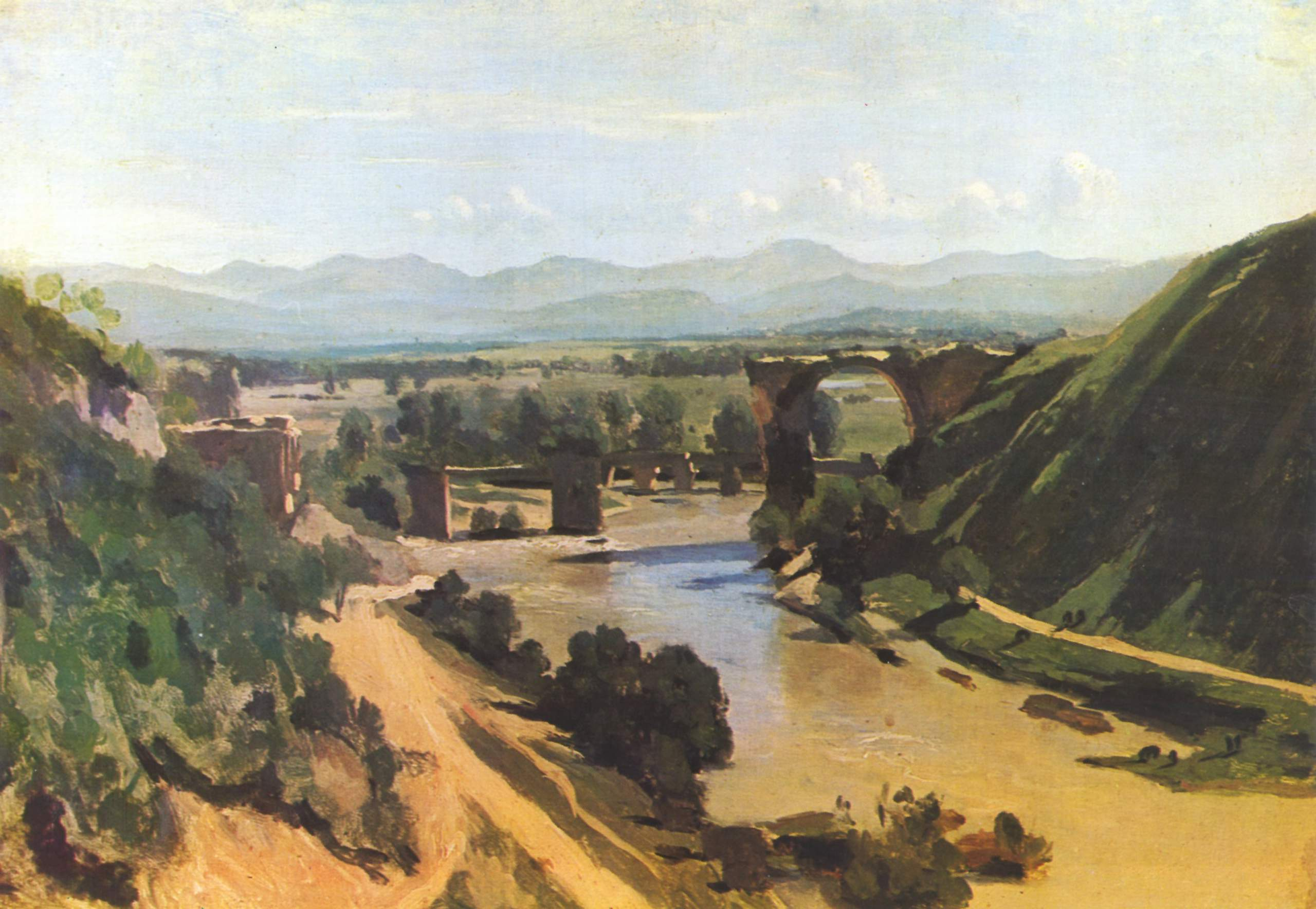
پل نارنی در نقاشی سال ۱۸۲۶ اثر ژان-بتیست-کامی کورو